# یارمجه (خیزی)
یارمجه (به لاتین: Yarımca) یک منطقه مسکونی در جمهوری آذربایجان است که در شهرستان خیزی واقع شده‌است.